# Aicardi-Goutières-Syndrom
Das Aicardi-Goutières Syndrom (AGS) ist eine seltene angeborene Erkrankung des Gehirns mit den Hauptmerkmalen einer subakuten Enzephalopathie mit Kalkablagerungen in den Basalganglien, Leukodystrophie und Lymphozytose der Zerebrospinalflüssigkeit (CSF).
Die Namensbezeichnung bezieht sich auf die Erstbeschreiber aus dem Jahre 1984 durch die französischen Ärzten Jean François Aicardi und Françoise Goutières.
Abgegrenzt werden muss das Aicardi-Syndrom, das eine gänzlich andere erbliche Hirnentwicklungsstörung darstellt.
Das Aicardi-Goutières-Syndrom ist eine genetisch heterogene Hirnveränderung (Enzephalopathie), die klinisch Ähnlichkeiten mit einer intrauterin erworbenen Infektion aufweist, jedoch ohne Erregernachweis. Vielmehr liegt eine genetische Ursache zugrunde, bei der Zellkern-Enzyme vermindert aktiv sind, die die Chromosomen von fälschlich eingebauten RNA-Proteinen „säubern“. Durch die verminderte Enzymaktivität reichern sich DNA-Abschnitte in der Zelle an, die dadurch zugrunde geht und eine von der Immunabwehr vermittelte Entzündung auslöst.
Das Syndrom kann auch zu den Leukodystrophien eingeordnet werden, die mit einer Störung der Myelinisierung verbunden sind.
Synonyme sind: Enzephalopathie mit Basalganglien-Kalzifikation; Enzephalopathie mit intrakranieller Verkalkung und chronischer CSF-Lymphozytose

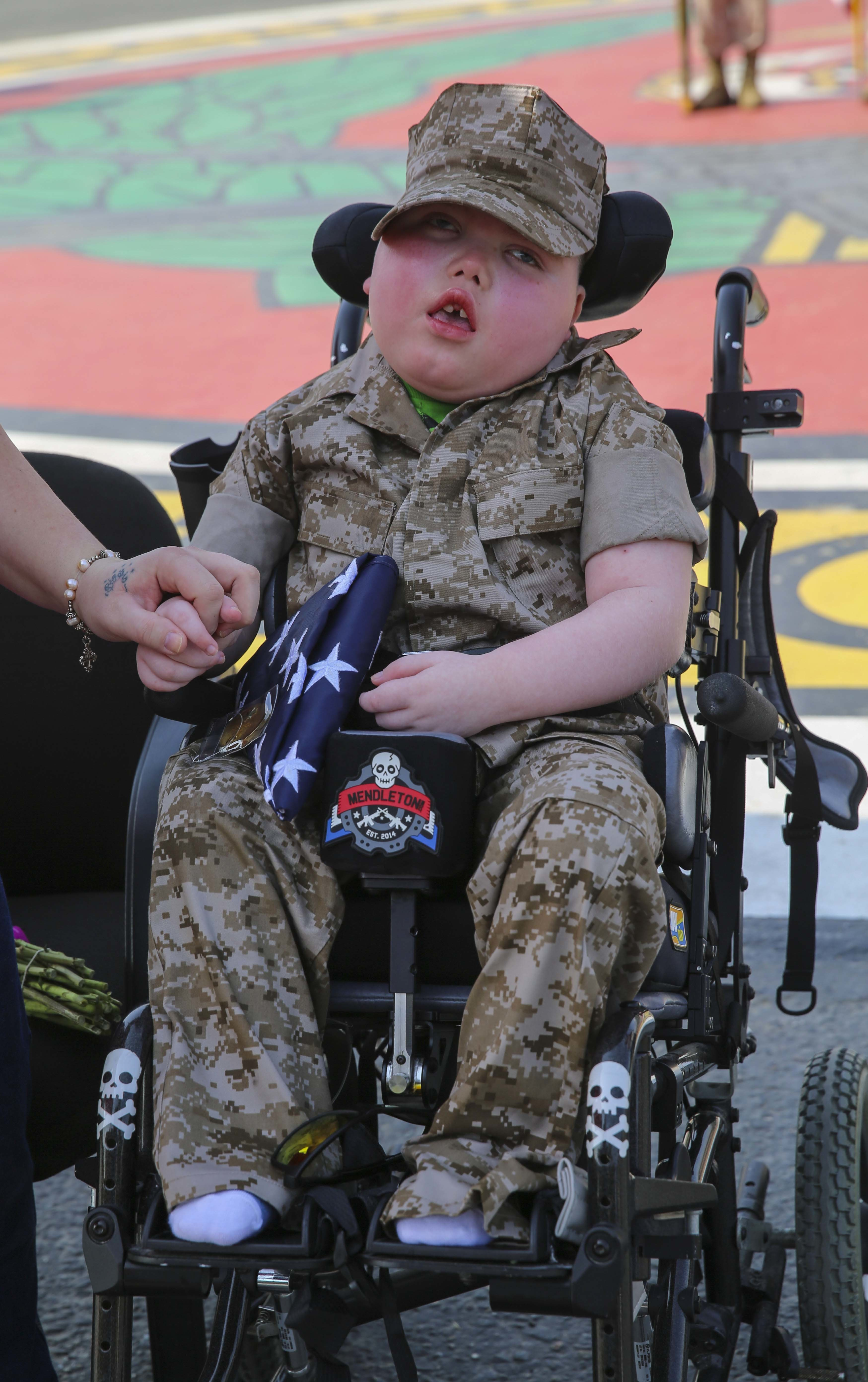
Kind mit Aicardi-Goutières-Syndrom mit charakteristischer Bewegungsstörung

## Verbreitung
Die Häufigkeit wird mit 1 bis 5 auf 10.000 angegeben, die Vererbung erfolgt autosomal-dominant (AD) oder autosomal-rezessiv (AR). Bisher sind etwa 120 Fälle beschrieben worden.

## Ursache
Je nach zugrunde liegender Mutation können folgende Typen unterschieden werden:
Bis auf Typ 1 werden alle autosomal-rezessiv vererbt.
- Typ 1 (25 %), AD und AR, mit Mutationen im TREX1-Gen auf Chromosom 3 Genort p21.31, welches für eine 3'->5'- Exonuklease kodiert, schwerer ausgeprägtes Krankheitsbild[4]
- Typ 2 (41 %) mit Mutationen im RNASEH2B-Gen auf Chromosom 13 an q14.3, welches für verschiedene Untereinheiten der RNAseH2-Endonuklease-Komplexes kodiert, milderes Krankheitsbild[5]
- Typ 3 (14 %) mit Mutationen im RNASEH2C-Gen auf Chromosom 11 an q13.1, welches für verschiedene Untereinheiten der RNAseH2-Endonuklease-Komplexes kodiert, schwereres Krankheitsbild[6]
- Typ 4 (4 %) mit Mutationen im RNASEH2A-Gen auf Chromosom 19 an p13.13, welches für verschiedene Untereinheiten der RNAseH2-Endonuklease-Komplexes kodiert, schwereres Krankheitsbild[7]
- Typ 5 mit Mutationen im SAMHD1-Gen auf Chromosom 20 an q11.23[8]
- Typ 6 mit Mutationen im ADAR-Gen auf Chromosom 1 an q21.3[9]
- Typ 7 mit Mutationen im IFIH1-Gen auf Chromosom 2 an q24.2[10]
- Typ 8 mit Mutationen im LSM11-Gen auf Chromosom 5 an q33.3[11]
- Typ 9 mit Mutationen im RNU7-1-Gen auf Chromosom 12 an p13.31[12]

Bei den Genen RNASEH2-A, -B und -C handelt es sich um die Genloci für die drei Proteine, die zusammen das trimere Zellkern-Enzym Ribonuklease H2 (RNase H) bilden. Dieses ist für die Entfernung fälschlicherweise in die DNA eingebauter RNA-Moleküle zuständig, was physiologisch regelmäßig vorkommt. Die RNA-Moleküle sind wesentlich anfälliger für Schädigungen als die normalen DNA-Moleküle mit erhöhter Geninstabilität bis hin zur Hydrolyse mit Störung der Erbinformation. Ist die RNase H komplett ausgeschaltet, führt dies bei der Knockout-Maus zur frühembryonalen Letalität durch Unterbrechung des Zellzyklus bereits während der Gastrulation. Bei teilweise verminderter Enzymaktivität reichern sich Gen-Bruchstücke in den Zellen an und lösen eine p53-vermittelte Unterbrechung des Zellzyklus oder eine Apoptose ein, was dann zu einer Entzündungsreaktion durch die angeborene Immunantwort führt, die einer Autoimmunreaktion wie beim Systemischen Lupus erythematodes gleicht.

## Klinische Erscheinungen
Die Erkrankung beginnt im Neugeborenen- bis Kleinkindesalter.
Die betroffenen Kinder fallen zumeist durch Schwierigkeiten beim Füttern, ruckartige Augenbewegungen, gelegentliche leichte Fieberschüben, Erbrechen und Zappeligkeit auf. Bei ca. einem Drittel der Patienten kommt es im Alter von sechs Monaten zum Verlust vorher gelernter motorischer Fähigkeiten. Die Kinder zeigen spastische Lähmungen oder dystone, unkoordinierte Bewegungen. Die Spastizität und Bewegungsstörungen führen oft zu Kontrakturen an Armen und Beinen. Gelegentlich treten Krampfanfälle auf. Es kommt zu einer zunehmenden psychomotorischen Retardierung. Viele Patienten versterben in der frühen Kindheit.
In einer Untersuchung an elf italienischen Kindern traten die ersten Symptome im Mittel nach 3,3 Monaten auf, meist mehrere Symptome gleichzeitig: Je fünfmal Irritabilität und psychomotorische Entwicklungsstörung, je viermal Fieberschübe und Schluckstörungen sowie viermal Muskeltonusstörungen (Hypo- und Hypertonie), bei einem Kind Anfälle und eine Vergrößerung von Leber und Milz.

## Diagnose
Diagnostische Leitsymptome sind:
- Verkalkungen in den Basalganglien und der weißen Substanz
- zystische Leukodystrophie (überwiegend fronto-temporal)
- kortikal-subkortikale Atrophie, oft verbunden mit Atrophie des Corpus callosum, des Hirnstamms und des Kleinhirns

Anfangs fallen auf: erhöhter Alpha-Interferonspiegel (90 %) und eine Lymphozytose im Liquor cerebrospinalis (75 %)
Durch den Nachweis von Mutationen in einem der genannten Gene wird die Diagnose bestätigt.

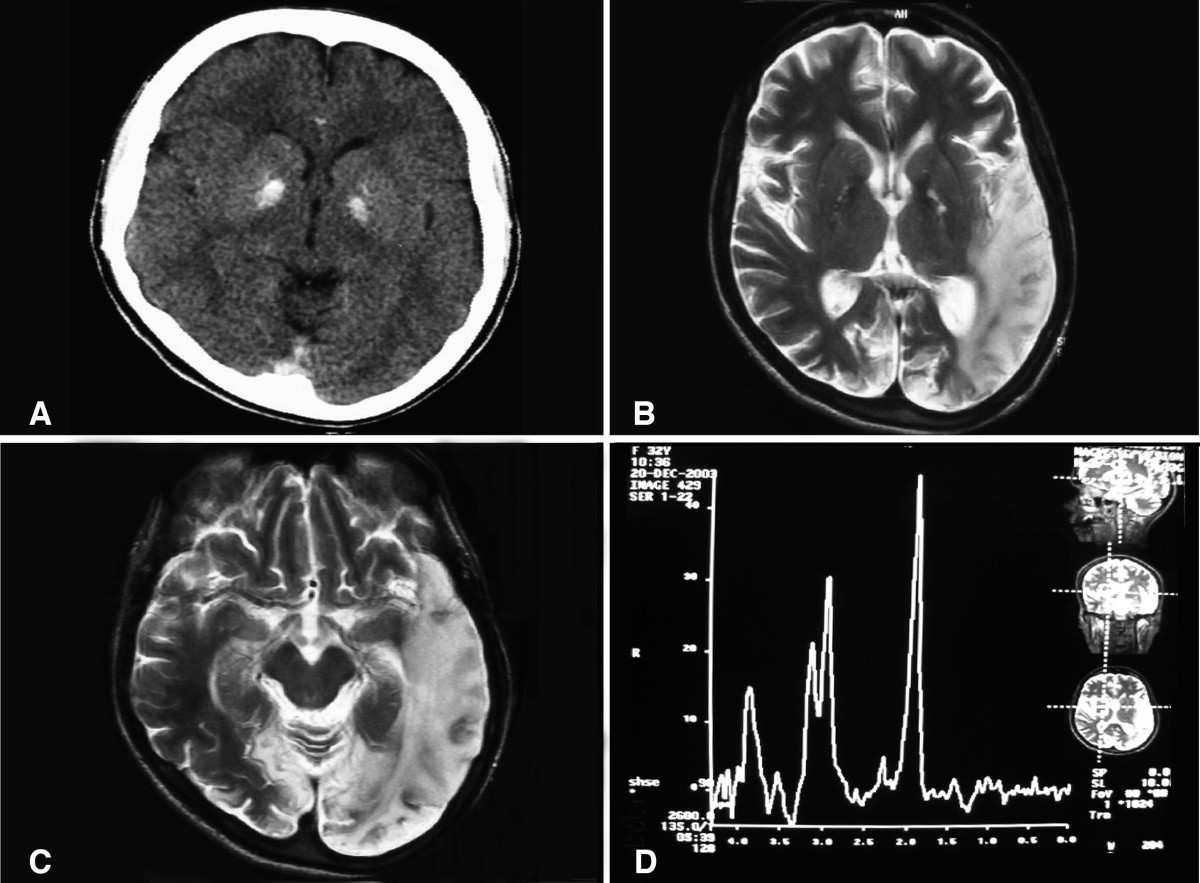
Computertomographie mit beidseitigen Verkalkungsherden der Basalganglien

In der Untersuchung des Hirnwassers (Liquor cerebrospinalis) zeigt sich eine Erhöhung der weißen Blutkörperchen (CSF-Lymphozytose) und des Alpha-Interferons als Hinweis auf eine entzündliche Ursache. Im Blut finden sich eine Verminderung der Blutplättchen (Thrombozytopenie) und ein Anstieg der Leber-Enzymwerte (Leber-Transaminasen). Oft sind Leber und Milz vergrößert.
In einer Schnittbilduntersuchung des Kopfes (Computertomographie, Magnetresonanztomographie) ist ein Hirnsubstanzverlust (Atrophie) nachweisbar, sowie eine Fehlbildung der weißen Hirnsubstanz (Leukodystrophie). Hinzu kommen zahlreiche Verkalkungsherde. Daher wird die Erkrankung auch als Basalganglien-Enzephalopathie oder kalzifizierende Enzephalopathie mit intrakranialer Verkalkung und chronischer CSF-Lymphozytose bezeichnet.
Da gelegentlich Hautveränderungen, ein Komplementfaktormangel und antinukleäre Antikörper nachgewiesen wurden, wurde ein Zusammenhang mit rheumatischen Erkrankungen vermutet.
Wegen der Ähnlichkeit mit einer intrauterinen Infektion mit Toxoplasma-Parasiten (Toxoplasmose) wurde das Syndrom synonym auch als Pseudotoxoplasmose-Syndrom bezeichnet.

## Differentialdiagnostik
Abzugrenzen sind:
Intrauterine Infektionen aus der STORCH-Gruppe wie Toxoplasmose, Röteln, Cytomegalie, Herpes simplex.

## Therapie
Eine Behandlung kann nur symptomatisch auf die Probleme beim Füttern, der verzögerten psychomotorischen Entwicklung und einer eventuellen Epilepsie erfolgen.

## Aussichten
Etwa 80 % der Patienten mit schweren Formen versterben innerhalb der ersten 10 Lebensjahre.